# 黃顯榮 (中華民國空軍)
黃顯榮（1935年8月—），中華民國空軍二級上將、外交官，生於日治臺灣臺北州宜蘭郡，畢業於頭城家商、空軍官校40期，是臺灣歷史上臺灣本省籍出身的第二位空軍上將（第一位是籍貫嘉義的蔡春輝上將）、第一位空軍總司令，也是前總統李登輝重點培植的愛將，並在空軍總司令任內經歷1996年台海危機、F-16戰鬥機交機、F-104戰鬥機退役、也爆發江國慶案。特任官轉任駐泰，卸任後退役。

## 生涯
前空軍總司令黃顯榮上將曾任空軍副總司令、空軍作戰司令部司令、副司令、空軍督察長、空軍作戰署長、聯隊長、大隊長、聯隊政戰主任、中隊長、分隊長。退伍後，曾任駐泰國代表，在泰國期間處理泰緬孤軍問題時有著顯著的政績。回國後即從政，對2004年中華民國總統選舉有影響力，但在選後退出政治，現已回宜蘭務農。
值得注意的是其為江國慶案(已簽結，未起訴)。

## 家庭
黃顯榮育有二子一女，較為外界所知的是其長子，也就是空軍退役上校黃揚德。黃揚德為空軍F-16種子飛官，在2011年漢光27號演習於麻豆戰備跑道擔任空中總領隊，並曾任空軍第17作戰隊（假想敵中隊）隊長。曾留學韓國空軍戰爭學院，並擔任該期外籍生學員長，代表台灣統率來自世界各國的軍官學員，為台灣之光。退伍前最後職務為擔任前空軍司令嚴明上將辦公室主任，並於2013年1月16日嚴明轉任參謀總長時報請退伍獲准。退伍後轉任復興航空安全主管，該公司2016年11月22日停業後合資創設熊航服務股份有限公司，現為該公司董事長。